# 百足城
百足城（むかでじょう）は、岐阜県飛騨市古川町高野にあった日本の城（平山城）。姉小路家一門の城と考えられている。別名垣内山城。

## 概要・歴史
姉小路高綱の隠居城といわれる。享保年間（1716年-1736年）の飛騨国代官・長谷川忠崇が編纂した『飛州志』に記載があり、古くから城跡として認識されてはいたが、同書には「百足城。同村（古川郷高野村）ニアリ、來由未詳。」としか書かれていない。このため城主や築城年代は確定していないが、姉小路家古川氏の城とされる古川城の1キロメートル以内に位置するため、古川城の支城とも考えられている。

## 城郭
土塁、郭、堀、虎口、櫓台が残る。城地図にて櫓台は北櫓台と南櫓台がある。
2017年（平成29年）度の飛騨市教育委員会による試掘調査では石垣が検出されている。石垣の構築法が金森氏による織豊時代の石垣と異なることから、姉小路氏による築城か、後の三木氏による改修があった可能性が推定されている。